# Eparchie Wolodymyr-Brest
Die Eparchie Wolodymyr-Brest (lateinisch: Eparchia Vladimirensis-Brestensis) war eine ukrainisch griechisch-katholische Eparchie von 1596 bis 1839 in Wolhynien und Podlachien in der heutigen Ukraine und Belarus. Ihr Sitz war in Wolodymyr.

## Geschichte
Die Eparchie Wolodymyr-Brest wurde nach der Brester Union 1596 aus der orthodoxen Eparchie Wolodymyr-Brest gebildet. Am 25. März 1839 wurde sie aufgelöst.
Die Eparchie Wolodymyr-Brest war der Erzeparchie Kiew als Suffragan unterstellt. Die Eparchie umfasste Wolhynien und den nördlichen Teil von Podlachien.

## Bischöfe von Wolodymyr-Brest
- Hypatius Pociej OSBM, 1596–1599, dann Metropolit von Kiew
- Joachim Morochowski OSBM, 1613–1631
- Józef Bakowiecki-Mokosiej OSBM, 1632–1654
- Jan Michał Pociej OSBM, 1655–1666
- Benedikt Gliński OSBM, 1666–1678
- Lew Ślubicz-Załęski OSBM, 1679–1708
- Leon Kiszka OSBM, 1711–1728
- Korneliusz Lebiecki OSBM, 1729–1730
- Teodozy Teofil Godebski OSBM, 1730–1756
- Felicjan Filip Wołodkowicz OSBM, 1758–1778
- Antoni Młodowski OSBM, 1778–1778
- Symeon Młocki OSBM, 1779–1795
- Jozafat Bułhak OSBM, 1798–1838